# GSC3471-797
GSC3471-797 — хімічно пекулярна зоря спектрального класу B9, що має видиму зоряну величину в смузі V приблизно 11,5.

## Пекулярний хімічний склад
GSC3471-797 належить до Хімічно пекулярних зір з пониженим вмістом гелію 
й в її  зоряній атмосфері спостерігається нестача He у порівнянні з його вмістом в атмосфері Сонця.